# Praxis Bülowbogen
Praxis Bülowbogen ist der Titel einer deutschen Fernsehserie, die von 1987 bis 1996 von der ARD in Zusammenarbeit mit der NFP Neue Film Produktion produziert und im Vorabendprogramm des Ersten Deutschen Fernsehens ausgestrahlt wurde.
Im Mittelpunkt der Serie steht der Arzt Dr. Peter Brockmann, dargestellt von Günter Pfitzmann. Neben den vielen Alltagsproblemen seiner Patienten hat sich Brockmann mit seiner schwierigen Familie auseinanderzusetzen und nebenher seine Beziehungsprobleme, insbesondere zu seiner Arzthelferin Gabi Köhler zu meistern, die von Anita Kupsch verkörpert wird.
Die Praxis befindet sich in der Zietenstraße 22 im Berliner Ortsteil Schöneberg. Die namensgebende Bezeichnung Bülowbogen leitet sich vom bogenförmigen Verlauf der Bülowstraße am östlich gelegenen Dennewitzplatz ab. In der Nähe verkehrt auch die U-Bahn-Linie U2 mit mehreren Hochbahnhöfen. Die Station Gleisdreieck verhalf dem von Klaus Schwarzkopf gespielten Obdachlosen zu dessen Spitznamen.
Nach 107 Folgen wurde die Serie eingestellt. Mit Günter Pfitzmann hörten auch Anita Kupsch und ein Teil der Belegschaft auf. 1997 erschien der Seriennachfolger Dr. Sommerfeld – Neues vom Bülowbogen mit Rainer Hunold in der Hauptrolle.
Alle sechs Staffeln wurden auf DVD veröffentlicht.

## Protagonisten der Serie

### Peter Brockmann
Peter Brockmann ist praktischer Arzt und betreibt eine stets gut besuchte hausärztliche Praxis im West-Berliner Ortsteil Schöneberg. Sein Vater war Apotheker in Berlin und kam an der Ostfront im Zweiten Weltkrieg ums Leben. Seine Patienten stammen aus unterschiedlichen sozialen Schichten. So ist er oft mit Problemen wie Dauerarbeitslosigkeit, Armut und damit einhergehenden Auswirkungen wie Drogenkonsum, Alkoholabhängigkeit und häuslicher Gewalt konfrontiert. Er steht seinen Patienten mit Rat und Tat zur Seite und unterstützt sie auch bei Anliegen, die weit über medizinische Fragestellungen hinausgehen, wodurch er oftmals auch selbst in Schwierigkeiten gerät, die mitunter zu Mord- und Gewaltandrohungen führen. Hiervon lässt er sich jedoch nicht beirren.
Im Laufe der Serie kommen Einzelheiten über seine Biografie ans Licht. So wurde er im Alter von 17 Jahren, gemeinsam mit dem kompletten Jahrgang der Oberprima, im Zweiten Weltkrieg als Flakhelfer eingezogen. Später studierte er Medizin in Greifswald und Berlin und legte dort seine Examina ab. Im Anschluss daran folgte er seinem Doktorvater, der Berlin aus politischen Gründen verließ, an die Universität nach Wien und promovierte dort im Fach Medizin.
Zu Beginn der Serie ist er mit Hannelore (genannt „Lore“) Brockmann (geborene Maerker) verheiratet, die ihn jedoch 20 Jahre zuvor verließ und zunächst spurlos verschwunden war. Aus der Ehe ging seine Tochter Kathrin hervor, die ihrerseits acht Jahre alt war, als ihre Mutter wegging.
Im Lauf dieser 20 Jahre sowie im Serienverlauf unterhielt Brockmann Beziehungen zu unterschiedlichen Frauen, zunächst zu seiner Sprechstundenhilfe Gabi. Diese Beziehung zerbrach allerdings, weil sich Brockmann nicht scheiden lassen, Gabi aber heiraten wollte. Dennoch bleiben beide sehr eng miteinander befreundet.
Spätere Beziehungen zerbrechen nach einiger Zeit. Dazu gehört die Beziehung mit der Restaurantbesitzerin Bea Knapp, mit welcher er zum Serienstart liiert war und die Beziehung mit der Rechtsanwältin Iris Pauli, mit welcher Brockmann von Mitte der ersten Staffel bis zum Ende der zweiten Staffel verbunden war. Mit der Apothekerin Pia Michaelis geht er sogar eine Verlobung ein, allerdings findet eine Hochzeit niemals statt, da die Beziehung zum Ende der vierten Staffel ebenfalls zerbricht.
Im Verlauf der ersten Staffel kehrt seine Frau Lore unerwartet zurück und offenbart ihm, dass sie ihn verlassen habe, da sie sich damals sehr vernachlässigt fühlte und Peter immer nur mit der Medizin beschäftigt war. Sie habe einen Mann namens George kennengelernt und sei in die Vereinigten Staaten ausgewandert. Ob George Deutscher war, der gemeinsam mit Lore auswanderte, oder US-Bürger und sie zu ihm zog, wird nicht abschließend beantwortet.
George sei zwar mittlerweile gestorben, habe ihr aber ein großes Vermögen und eine Villa in Hollywood hinterlassen. In der zweiten Staffel wird die Ehe von Peter und Lore im gegenseitigen Einvernehmen geschieden. Nach der Scheidung bricht der Kontakt wieder ab, bis Peter Brockmann zu Beginn der fünften Staffel die Nachricht erhält, dass Lore an einer Krebserkrankung in den USA gestorben sei.
In der vorletzten Folge der Serie lernt Peter Brockmann durch einen Zufall seinen Kollegen Dr. Peter Sommerfeld kennen und versteht sich mit diesem auf Anhieb sehr gut. Sommerfeld erklärt ihm, dass er die Praxis gern übernehmen würde. Er arbeite zwar in einer Gemeinschaftspraxis mit einem Kollegen zusammen, verstehe sich doch mit diesem nicht mehr und würde gern seine eigene Praxis eröffnen, möglichst in der Gegend des Bülowbogens. Nach vielen Gesprächen und Diskussionen, insbesondere mit Gabi Köhler, plant Brockmann schließlich eine gemeinsame Hochzeit und kündigt an, dass er in absehbarer Zeit seine Praxis an einen Nachfolger übergeben wird. Ob es hierzu kommt, wird zwar nicht mehr thematisiert, allerdings startet die Nachfolgeserie damit, dass Peter Sommerfeld die bisherige Praxis von Peter Brockmann übernommen hat und als seine eigene neu eröffnet.

### Kathrin Brockmann
Kathrin Brockmann ist die gemeinsame Tochter von Peter und Lore. Sie ist ebenfalls promovierte Ärztin und arbeitet zu Beginn befristet in einem Krankenhaus.
Bei der Rückkehr ihrer Mutter zeigt sich Kathrin zunächst abweisend, da sie Lore nachträgt, dass sie die Familie verlassen hatte. Schließlich kommt es jedoch zu einer Aussprache zwischen Mutter und Tochter. Eine Unstimmigkeit im Verlauf der Serie besteht darin, dass bei der ersten Begegnung zwischen Lore und Kathrin (Folge 19) von Briefen die Rede ist, die Lore aus Amerika geschrieben hatte und die Kathrin und ihr Vater auch gelesen hatten. Nach dem Tod Lores (Folge 82) tauchten Briefe Lores auf, die diese geschrieben, aber nie abgeschickt hatte. Mehrere Andeutungen Peters und Kathrins (Folgen 89 und 90) lassen darauf schließen, dass sie zu Lebzeiten Lores keine Briefe aus Amerika erhalten hatten.
Im Verlauf der zweiten Staffel erhält sie ein Stellenangebot aus Münster. Gleichzeitig macht ihr Peter Brockmann das Angebot, in seiner Praxis mitzuarbeiten. Dieses Angebot nimmt sie an und steigt als Fachärztin für innere Medizin in die Praxis ein, wodurch diese nach 30-jährigem Bestehen zur Gemeinschaftspraxis wird (Folge 35). Sie beginnt im Verlauf der dritten Staffel eine Beziehung zu Carlos Neuhaus, dem Bruder von Peter Brockmanns zeitweiliger Lebensgefährtin Pia Michaelis. Nachdem dieser sie jedoch betrügt, begeht sie während einer Autofahrt einen Suizidversuch, den sie schwerverletzt überlebt. Danach ist sie vorübergehend querschnittsgelähmt. Sie zieht mit ihrem Vater in eine Parterrewohnung im Haus von Richard Solms, wo sie sich in dessen Stiefsohn Wolf verliebt. Nachdem sich dieser jedoch wieder mit seiner Frau versöhnt hat, endet die kurze Beziehung. Während dieser Zeit befindet sie sich auf dem Wege der Besserung und lernt langsam wieder zu laufen. Um ihre Therapiefortschritte weiter voranzutreiben, geht sie mit ihrem ehemaligen Studienkollegen Christian Eschenbach nach Freiburg, um sich dort weiter behandeln zu lassen. Nach einiger Zeit schickt sie ihrem Vater einen Brief und teilt ihm mit, dass sie mit Christian Eschenbach eine Beziehung begonnen hat, in Freiburg bleibt und daher nicht mehr in die Gemeinschaftspraxis zurückkehren wird.

### Familie Maerker
|                 |                 |                 |                 |                   |                   |                   |                   |                   |                   |                |                |                |                |         |         |                |                |                |                | Anna Maerker   | Anna Maerker   | Anna Maerker | Anna Maerker | Anna Maerker    | Anna Maerker    |                 |                 |                 |                 |         |         |               |               |               |               | Kurt Maerker † | Kurt Maerker † | Kurt Maerker † | Kurt Maerker † | Kurt Maerker †  | Kurt Maerker †  |                 |                 |                 |                 |  |  |              |              |              |              |              |              | Dorothea Lehmann | Dorothea Lehmann | Dorothea Lehmann | Dorothea Lehmann | Dorothea Lehmann | Dorothea Lehmann |               |               |  |  |  |  |  |  |  |  |  |  |  |  |  |  |  |  |  |  |  |  |  |  |  |  |  |  |  |  |  |  |  |  |  |  |  |  |  |  |  |  |  |  |
|                 |                 |                 |                 |                   |                   |                   |                   |                   |                   |                |                |                |                |         |         |                |                |                |                | Anna Maerker   | Anna Maerker   | Anna Maerker | Anna Maerker | Anna Maerker    | Anna Maerker    |                 |                 |                 |                 |         |         |               |               |               |               | Kurt Maerker † | Kurt Maerker † | Kurt Maerker † | Kurt Maerker † | Kurt Maerker †  | Kurt Maerker †  |                 |                 |                 |                 |  |  |              |              |              |              |              |              | Dorothea Lehmann | Dorothea Lehmann | Dorothea Lehmann | Dorothea Lehmann | Dorothea Lehmann | Dorothea Lehmann |               |               |  |  |  |  |  |  |  |  |  |  |  |  |  |  |  |  |  |  |  |  |  |  |  |  |  |  |  |  |  |  |  |  |  |  |  |  |  |  |  |  |  |  |
|                 |                 |                 |                 |                   |                   |                   |                   |                   |                   |                |                |                |                |         |         |                |                |                |                |                |                |              |              |                 |                 |                 |                 |                 |                 |         |         |               |               |               |               |                |                |                |                |                 |                 |                 |                 |                 |                 |  |  |              |              |              |              |              |              |                  |                  |                  |                  |                  |                  |               |               |  |  |  |  |  |  |  |  |  |  |  |  |  |  |  |  |  |  |  |  |  |  |  |  |  |  |  |  |  |  |  |  |  |  |  |  |  |  |  |  |  |  |
|                 |                 |                 |                 |                   |                   |                   |                   |                   |                   |                |                |                |                |         |         |                |                |                |                |                |                |              |              |                 |                 |                 |                 |                 |                 |         |         |               |               |               |               |                |                |                |                |                 |                 |                 |                 |                 |                 |  |  |              |              |              |              |              |              |                  |                  |                  |                  |                  |                  |               |               |  |  |  |  |  |  |  |  |  |  |  |  |  |  |  |  |  |  |  |  |  |  |  |  |  |  |  |  |  |  |  |  |  |  |  |  |  |  |  |  |  |  |
| Peter Brockmann | Peter Brockmann | Peter Brockmann | Peter Brockmann | Peter Brockmann   | Peter Brockmann   |                   |                   | Lore Brockmann    | Lore Brockmann    | Lore Brockmann | Lore Brockmann | Lore Brockmann | Lore Brockmann |         |         | Bernd Saalbach | Bernd Saalbach | Bernd Saalbach | Bernd Saalbach | Bernd Saalbach | Bernd Saalbach |              |              | Gisela Saalbach | Gisela Saalbach | Gisela Saalbach | Gisela Saalbach | Gisela Saalbach | Gisela Saalbach |         |         | Georg Maerker | Georg Maerker | Georg Maerker | Georg Maerker | Georg Maerker  | Georg Maerker  |                |                | Rebecca Maerker | Rebecca Maerker | Rebecca Maerker | Rebecca Maerker | Rebecca Maerker | Rebecca Maerker |  |  | Rudi Lehmann | Rudi Lehmann | Rudi Lehmann | Rudi Lehmann | Rudi Lehmann | Rudi Lehmann |                  |                  | Sonja Lehmann    | Sonja Lehmann    | Sonja Lehmann    | Sonja Lehmann    | Sonja Lehmann | Sonja Lehmann |  |  |  |  |  |  |  |  |  |  |  |  |  |  |  |  |  |  |  |  |  |  |  |  |  |  |  |  |  |  |  |  |  |  |  |  |  |  |  |  |  |  |
| Peter Brockmann | Peter Brockmann | Peter Brockmann | Peter Brockmann | Peter Brockmann   | Peter Brockmann   |                   |                   | Lore Brockmann    | Lore Brockmann    | Lore Brockmann | Lore Brockmann | Lore Brockmann | Lore Brockmann |         |         | Bernd Saalbach | Bernd Saalbach | Bernd Saalbach | Bernd Saalbach | Bernd Saalbach | Bernd Saalbach |              |              | Gisela Saalbach | Gisela Saalbach | Gisela Saalbach | Gisela Saalbach | Gisela Saalbach | Gisela Saalbach |         |         | Georg Maerker | Georg Maerker | Georg Maerker | Georg Maerker | Georg Maerker  | Georg Maerker  |                |                | Rebecca Maerker | Rebecca Maerker | Rebecca Maerker | Rebecca Maerker | Rebecca Maerker | Rebecca Maerker |  |  | Rudi Lehmann | Rudi Lehmann | Rudi Lehmann | Rudi Lehmann | Rudi Lehmann | Rudi Lehmann |                  |                  | Sonja Lehmann    | Sonja Lehmann    | Sonja Lehmann    | Sonja Lehmann    | Sonja Lehmann | Sonja Lehmann |  |  |  |  |  |  |  |  |  |  |  |  |  |  |  |  |  |  |  |  |  |  |  |  |  |  |  |  |  |  |  |  |  |  |  |  |  |  |  |  |  |  |
|                 |                 |                 |                 |                   |                   |                   |                   |                   |                   |                |                |                |                |         |         |                |                |                |                |                |                |              |              |                 |                 |                 |                 |                 |                 |         |         |               |               |               |               |                |                |                |                |                 |                 |                 |                 |                 |                 |  |  |              |              |              |              |              |              |                  |                  |                  |                  |                  |                  |               |               |  |  |  |  |  |  |  |  |  |  |  |  |  |  |  |  |  |  |  |  |  |  |  |  |  |  |  |  |  |  |  |  |  |  |  |  |  |  |  |  |  |  |
|                 |                 |                 |                 |                   |                   |                   |                   |                   |                   |                |                |                |                |         |         |                |                |                |                |                |                |              |              |                 |                 |                 |                 |                 |                 |         |         |               |               |               |               |                |                |                |                |                 |                 |                 |                 |                 |                 |  |  |              |              |              |              |              |              |                  |                  |                  |                  |                  |                  |               |               |  |  |  |  |  |  |  |  |  |  |  |  |  |  |  |  |  |  |  |  |  |  |  |  |  |  |  |  |  |  |  |  |  |  |  |  |  |  |  |  |  |  |
|                 |                 |                 |                 | Kathrin Brockmann | Kathrin Brockmann | Kathrin Brockmann | Kathrin Brockmann | Kathrin Brockmann | Kathrin Brockmann |                |                |                |                | Annelie | Annelie | Annelie        | Annelie        | Annelie        | Annelie        | Jens           | Jens           | Jens         | Jens         | Jens            | Jens            | Hinrich         | Hinrich         | Hinrich         | Hinrich         | Hinrich | Hinrich |               |               | Kurt-Georg    | Kurt-Georg    | Kurt-Georg     | Kurt-Georg     | Kurt-Georg     | Kurt-Georg     | Regine          | Regine          | Regine          | Regine          | Regine          | Regine          |  |  |              |              |              |              | Petra        | Petra        | Petra            | Petra            | Petra            | Petra            |                  |                  |               |               |  |  |  |  |  |  |  |  |  |  |  |  |  |  |  |  |  |  |  |  |  |  |  |  |  |  |  |  |  |  |  |  |  |  |  |  |  |  |  |  |  |  |
|                 |                 |                 |                 | Kathrin Brockmann | Kathrin Brockmann | Kathrin Brockmann | Kathrin Brockmann | Kathrin Brockmann | Kathrin Brockmann |                |                |                |                | Annelie | Annelie | Annelie        | Annelie        | Annelie        | Annelie        | Jens           | Jens           | Jens         | Jens         | Jens            | Jens            | Hinrich         | Hinrich         | Hinrich         | Hinrich         | Hinrich | Hinrich |               |               | Kurt-Georg    | Kurt-Georg    | Kurt-Georg     | Kurt-Georg     | Kurt-Georg     | Kurt-Georg     | Regine          | Regine          | Regine          | Regine          | Regine          | Regine          |  |  |              |              |              |              | Petra        | Petra        | Petra            | Petra            | Petra            | Petra            |                  |                  |               |               |  |  |  |  |  |  |  |  |  |  |  |  |  |  |  |  |  |  |  |  |  |  |  |  |  |  |  |  |  |  |  |  |  |  |  |  |  |  |  |  |  |  |
|                 |                 |                 |                 |                   |                   |                   |                   |                   |                   |                |                |                |                |         |         |                |                |                |                |                |                |              |              |                 |                 |                 |                 |                 |                 |         |         |               |               |               |               |                |                |                |                | Florian         |                 |                 |                 |                 |                 |  |  |              |              |              |              |              |              |                  |                  |                  |                  |                  |                  |               |               |  |  |  |  |  |  |  |  |  |  |  |  |  |  |  |  |  |  |  |  |  |  |  |  |  |  |  |  |  |  |  |  |  |  |  |  |  |  |  |  |  |  |

Die Familie Maerker ist die Familie von Peter Brockmanns Frau bzw. Exfrau Lore, die zunächst in einer Villa auf der Insel Schwanenwerder lebt. Auch er wohnt in einem Holzhaus auf deren Grundstück. Durch den Besitz einer Firma für medizinische Produkte ist die Familie sehr wohlhabend. Der ursprüngliche Eigentümer und Gründer, der verstorbene Konsul Kurt Maerker, ist der Vater von Lore. Nach seinem Tod wurden die Firmenanteile in Form von Aktien zwischen seiner Witwe Anna und seinen Kindern Gisela, Lore und Georg aufgeteilt. Außerdem arbeiten einige Familienmitglieder in der Geschäftsleitung. Während Georg Maerker und seine Schwester Gisela Saalbach als promovierte Chemiker in Funktion zweier gleichberechtigter Gesellschafter hauptsächlich für die Produktion verantwortlich sind, kümmert sich Bernd Saalbach, der Mann von Gisela Saalbach, als Prokurist (ohne im Besitz von Aktien zu sein) um das Geschäftliche und hegt immer wieder den Wunsch nach Expansionen und Erschließung von neuen Geschäftsbereichen, z. B. im Bereich der Kosmetik. Peter Brockmann verwaltet jedoch die Geschäftsanteile seiner Frau in deren Abwesenheit und verfügt deswegen im Aufsichtsrat über eine Sperrminorität, sodass viele solcher Vorhaben aufgrund seines Vetos gekippt werden, wodurch er Bernd Saalbach gegen sich aufbringt.
Als dieser ein Expansionsvorhaben am Aufsichtsrat vorbei genehmigt und einen Vertrag mit einer sich später als unseriös herausstellenden Marketing-Agentur abschließt, die in Wirklichkeit nur an Firmenanteile kommen möchte, gerät der Betrieb in eine solche finanzielle Schieflage, dass sogar die Insolvenz droht. Peter Brockmann kann in diesem Fall Abhilfe schaffen, da er der Firma aus der Dividende der Geschäftsanteile seiner Frau einen Kredit über 1,6 Millionen Mark (kaufkraftbereinigt in heutiger Währung: rund 1,63 Millionen Euro) gewährt. Er knüpft dies allerdings an die Bedingung, dass Bernd Saalbach in seinen Kompetenzen beschnitten wird und Entscheidungen, die er fällt, von seinem Schwager Georg Maerker abzeichnen lassen muss, solange bis der Kredit vollständig zurückgezahlt ist, damit das Geld seiner Frau nicht leichtsinnig aufs Spiel gesetzt wird.
Seitdem beginnt Bernd Saalbach aus Rache gegen Peter Brockmann zu intrigieren. So streut er zum Beispiel die Vermutung, dass Peter Brockmann überhaupt nicht zum Führen eines Doktortitels berechtigt sei, da er im Fach Medizin nie promoviert habe. Dies kann allerdings später zu dessen Gunsten aufgeklärt werden. Er hatte es seinerzeit versäumt, seine Promotion in Deutschland anerkennen zu lassen. Später versucht er über Lore Brockmann, die nach ihrer Scheidung und Abschluss aller Geschäfte wieder in die USA zurückkehren will, an deren Firmenanteile zu kommen bzw. sie auf seine Seite zu ziehen. Da sich Peter Brockmann aber weiter um diese Angelegenheiten kümmern soll, scheitert auch dieser Plan. Bernd Saalbach treibt seine Intrigen schließlich so weit, dass er auf Beschluss aller Anteilseigner entlassen werden soll. Dieser Entlassung kommt er jedoch mit seiner Kündigung zuvor. Danach erhält er eine Anstellung bei einem nicht näher beschriebenen Konzern. Nachdem er weitere Intrigen gegen die Familien plant, die allesamt nicht funktionieren, betrinkt er sich in einer Kneipe, verursacht mit seinem Auto im betrunkenen Zustand einen Unfall, bei dem zwei Menschen schwer verletzt werden und begeht Fahrerflucht. Daher verliert er seinen Führerschein, wird zu einer Geldstrafe und 18 Monaten Haft verurteilt, die zur Bewährung ausgesetzt wird. Zudem muss er mit weiteren zivilrechtlichen Konsequenzen rechnen und schiebt die Schuld hierfür auf die Familie Maerker, die ihn psychisch völlig fertiggemacht habe und fordert daher eine Entschädigung in Millionenhöhe. Einige Zeit später sucht er noch einmal den Kontakt zur gesamten Familie, seinen Kindern und zu Peter Brockmann, entschuldigt sich bei allen für sein Verhalten und verabschiedet sich, da er eine Stelle als Manager bei einer Firma in Leipzig angenommen hat. Kurz darauf nimmt er sich, vermutlich durch eine Überdosis Schlaftabletten, das Leben. Gisela Saalbach zieht kurz nach Bernds Suizid mit den noch minderjährigen Söhnen Jens und Hinrich in die Schweiz, um dort eine neue Stelle anzutreten. Da die bereits volljährige Tochter Annelie Saalbach bereits zum Ende der zweiten Staffel zum Studium nach Passau gezogen ist, tritt dieser Familienzweig mit dem Umzug in die Schweiz während der vierten Staffel nicht mehr in Erscheinung, sondern wird nur noch gelegentlich erwähnt.
Im Verlauf der zweiten Staffel stellt sich heraus, dass der als Hauswart und Chauffeur der Familie Maerker arbeitende Rudi Lehmann ein unehelicher Sohn von Konsul Kurt Maerker ist. Dieser hatte eine Affäre mit seiner damaligen Laborassistentin Dorothea Lehmann. Hieraus resultierende gesetzliche Erbansprüche bringen sowohl die Firma als auch die Familie kurzzeitig in finanzielle Bedrängnis. Eine Unstimmigkeit im Verlauf der Serie gibt es bezüglich des Alters von Rudi Lehmann. In der 1987 gesendeten ersten Staffel wurde er 40 Jahre alt (Folge 10). Somit wäre er Jahrgang 1947. Als Bernd Saalbach im Verlauf der zweiten Staffel mögliche Erbansprüche Rudi Lehmanns prüfte, studierte er die einschlägigen Passagen des Bürgerlichen Gesetzbuches. Daraus ging unter anderem hervor, dass nicht ehelich geborene Kinder nur dann erbberechtigt sind, wenn sie am oder nach dem 1. Juli 1949 geboren wurden. Nun wurde Rudi Lehmanns Geburtstag konkret mit dem 15. Juli 1949 angegeben.
Auch die Ehen der restlichen Familienmitglieder sind desolat. Lore und Peter Brockmann lebten über 20 Jahre getrennt, bis sie in gegenseitigem Einvernehmen scheiden ließen. Die Ehe von Gisela und Bernd Saalbach geht in die Brüche, weil dieser aus Rache immer weitere Intrigen gegen die Familie spinnt. Georg Maerker hat, wie sein Vater, ein Verhältnis mit seiner Laborassistentin. Zur gleichen Zeit hat seine Frau Rebecca ein Verhältnis mit ihrem Französischlehrer, gibt dieses aber auf, weil sie ihre Ehe retten will und erfährt dann vom Seitensprung ihres Mannes. Kurze Zeit später hat sie einen schweren Unfall auf der AVUS, bei dem nicht klar ist, ob es wirklich ein Unfall oder ein versuchter Suizid war. Sie überlebt zwar verhältnismäßig leicht verletzt, jedoch leidet sie seitdem an einer schweren Psychose, denkt, dass sich die ganze Familie gegen sie verschworen hat und verursacht sogar einen Brand in der Villa Maerker. Nachdem sie in einem Reisebüro handgreiflich wurde und die dortige Einrichtung verwüstet hatte, wird sie zwangsweise in eine Nervenklinik eingewiesen. Später lebt sie in einem Sanatorium in der Schweiz und taucht in der Serie nicht mehr auf. Georg und Rebecca haben zwei Kinder: Sohn Kurt-Georg hat lediglich einen Auftritt in der Pilotfolge, in welcher erwähnt wird, dass er Pharmazie studiert. Er wird in der Serie nicht weiter erwähnt. Georgs Tochter Regine zieht im Verlauf der ersten Staffel mitsamt ihrem Sohn Florian zum Studium nach Marburg.
Georg beginnt, nachdem Rebecca ins Sanatorium eingewiesen wurde, mit Rudis Frau Sonja eine Affäre, damit er diesen in der Hand hat. Dieser Plan wird jedoch durchkreuzt. Gegen Ende der dritten Staffel verlässt Rudi mit seiner Familie das Anwesen der Maerkers endgültig und geht nach Cottbus, wo er in ein Taxiunternehmen einsteigen will.
Die Maerker AG gerät in immer größere finanzielle Schwierigkeiten, sodass sich die Familie dazu entschließt, sowohl die Villa auf Schwanenwerder, als auch das gesamte Unternehmen zu verkaufen. Georg Maerker zieht daraufhin mit seiner Mutter Anna in eine Eigentumswohnung, während Peter Brockmann zunächst zu seiner Lebensgefährtin Pia zieht und nach dem Ende der Beziehung sowie nach Kathrins Autounfall in die Wohnung seines ehemaligen Schulfreundes Richard Solms zieht. Gisela Maerker verlässt Berlin und tritt die erwähnte Stelle beim Pharmakonzern in der Schweiz an, Georg Maerker wird zunächst Frührentner, stellt dann aber Überlegungen an, wie er ein neues Unternehmen gründen kann. Von diesen Plänen nimmt er aber aus finanziellen und organisatorischen Gründen Abstand und beschließt noch einmal ganz von vorne anzufangen Da er sowohl Chemiker als auch Pharmazeut ist, nimmt er eine Anstellung in der Apotheke von Peter Brockmanns zu jenem Zeitpunkt aktueller Lebensgefährtin Pia Michaelis an. Dort beginnt er eine Affäre mit der pharmazeutisch-technischen Assistentin Annemarie Seidel, die aber schnell wieder zerbricht, da er verschwiegen hat, dass er in Wirklichkeit verheiratet ist. Nachdem die Beziehung von Peter Brockmann und Pia Michaelis beendet ist, kündigt er seine Anstellung. Danach steigt er wieder in die Forschungs- und Entwicklungsabteilung der Maerker AG ein. Dort beginnt er eine Beziehung mit der promovierten Pharmazeutin Nadja Bredow, ohne jedoch zu wissen, dass diese auch gleichzeitig eine Affäre mit Richard Solms, dem Manager der Maerker AG, führt und er sich somit unwissend in einer Dreiecksbeziehung befindet. Als die kriminellen Machenschaften von Richard Solms herauskommen und dieser seine Posten in der Maerker AG räumen muss, trennt sich Nadja Bredow von ihm und möchte nur noch eine Beziehung zu Georg Maerker, bis dieser ihr gesteht, dass er zum gegenwärtigen Zeitpunkt noch verheiratet ist. So beendet sie auch diese Beziehung. Unbemerkt hiervon hält sich der völlig verzweifelte Richard Solms in Nadja Bredows Wohnung auf und erschießt zuerst seine ehemalige Geliebte, den ihr nachfolgenden Georg Maerker und schließlich sich selbst.
Nach der Beisetzung des ermordeten Georg Maerker entschließt sich seine Mutter Anna Maerker dazu, Berlin zu verlassen und zu ihrer Tochter Gisela in die Schweiz zu gehen.

### Sigi Kaul
Sigi Kaul ist zu Beginn der Serie ein 17-jähriges Mädchen und offenbar langjährige Patientin von Dr. Brockmann, das mit seiner Großmutter zusammen in einer Wohnung lebt, da beide Eltern in Westdeutschland arbeiten. Im Verlauf der ersten Staffel erfährt sie, dass ihr im Sterben liegender Großvater einst einen Lottogewinn von einer Million Mark gemacht und dieses Geld aufgrund seiner bescheidenen Lebensweise niemals angerührt hat. Das Erbe geht zwar an ihre Eltern, diese kommen jedoch bei einem Autounfall auf der AVUS ums Leben. Zunächst gibt sie ihre Anstellung in einem Kaufhaus auf und führt einen sehr extravaganten Lebensstil, wodurch allerdings das viele Geld schnell aufgebraucht ist. Sie entschließt sich, ihre teure Penthouse-Wohnung zu verkaufen und dieses Geld noch einmal als Sparrücklage anzulegen und eine Ausbildung als Arzthelferin zu absolvieren. Im späteren Verlauf der Serie findet sie zunächst keine Stelle und arbeitet schließlich kurzzeitig als Urlaubsvertretung in Brockmanns Praxis, bis sie von dem Internisten, in dessen Praxis sie ausgebildet wurde, noch einmal ein Stellenangebot erhält und dieses annimmt.

### Opa Schnabel
Opa Schnabel ist ein alter Patient, der zunächst bei Dr. Brockmann und später bei dessen Tochter Kathrin in Behandlung ist und die Praxis regelmäßig besucht. Er scheint gerne Zeit im Wartezimmer zu verbringen, da er oft andere Patienten mit dem Satz „Ick hab’ Zeit, ick kann warten“ vorlässt. Peter Brockmann merkt irgendwann allerdings an, dass er dies wahrscheinlich auch tut, weil er sehr einsam ist. Er taucht gegen Ende der Serie auch nicht mehr auf. (Anmerkung: Hintergrund ist der Tod des Darstellers Herbert Weißbach im Jahr 1995.)

### Familie Solms
Die Familie Solms ist die Familie von Peter Brockmanns ehemaligen Schulfreund Richard Solms. Beide haben miteinander das Abitur abgelegt und wurden als Flakhelfer im Zweiten Weltkrieg eingezogen. Peter Brockmann rettete Richard Solms in dieser Zeit das Leben. Nach dem Tod von Lore Brockmann erbt Peter Brockmann die Firmenanteile, die er jahrelang für seine Frau verwaltet hat. Richard Solms ist Betriebswirt und arbeitet für die MEDAG, den Konzern, der das Unternehmen nach dem Verkauf durch die Familie übernommen hat. Nach vielen Jahren sucht er den Kontakt zu Peter Brockmann, da er genau an diese Firmenanteile und die damit verbundene Sperrminorität herankommen möchte, um bei der Ausgabe neuer Aktien durch den Mutterkonzern bevorzugt zu werden. Da Peter Brockmann ihm anfangs vertraut, erteilt er ihm eine Vollmacht, um die Firmenanteile zu verwalten. Verheiratet ist er mit der Kinderärztin Birgit Solms, die auch ihre Praxis im Haus betreibt. Sein Stiefsohn, der Lehrer Wolf Solms, zu dem er kein gutes Verhältnis hat, ist mit der Lehrerin Bettina Solms verheiratet, die seit einigen Jahren spurlos verschwunden ist und dann plötzlich wieder auftaucht. Aus der Ehe ging ihre Tochter Laura Solms hervor. Später stellt sich heraus, dass der Grund für ihr Verschwinden eine kurzzeitige Affäre mit ihrem Schwiegervater war.
Da Peter Brockmann wegen des Verkaufs der Villa Maerker auch sein Haus auf dem Grundstück verlassen muss und mit seiner querschnittsgelähmten Tochter eine gemeinsame und behindertengerechte Wohnung sucht, bietet ihm Richard an, in die untere Etage seines Hauses zu ziehen, wo eine große Wohnung frei ist. Dieses Angebot geschieht mit dem Vorhaben, dass er an die Firmenanteile kommen möchte. Nach einiger Zeit verliebt sich Kathrin Brockmann in Wolf Solms und baut auch eine liebevolle Beziehung zu dessen Tochter auf. Es stellt sich außerdem heraus, dass Richard Solms ein Verhältnis mit der in der Forschungsabteilung der Maerker AG arbeitenden Pharmazeutin Nadja Bredow hat. Als seine Ehefrau hiervon erfährt, muss er sein eigenes Haus verlassen. Außerdem kommen seine kriminellen Machenschaften heraus. So tätigte er riskante Spekulationsgeschäfte im Ausland, gab die Vollmacht, die er für die Verwaltung der Anteile erhielt, gegenüber der Bank als Sicherheit an und veruntreute Firmenkapital. Auf Anraten des Vorstandes der Muttergesellschaft entzieht Peter Brockmann ihm schließlich diese Vollmacht wieder. Zugleich wird Solms dazu gedrängt, auf eigenen Wunsch von seinen Aufgaben entbunden zu werden, damit der Skandal nicht über die Staatsanwaltschaft an die Öffentlichkeit kommt. Darüber hinaus soll er für den entstandenen finanziellen Schaden haften. Dieser Aufforderung kommt er nach. Seine Geliebte, Nadja Bredow beendet die Beziehung (Folge 101). In derselben Folge („Tödliches Dreieck“) schleicht sich Richard mithilfe eines Nachschlüssels in Nadjas Wohnung, wo er erst Nadja, dann Georg und schließlich sich selbst erschießt.
Wolf und Bettina Solms versöhnen sich nach dem Tod wieder miteinander, was Kathrin Brockmann eifersüchtig werden lässt. Nach der Begegnung Kathrins mit ihrem langjährigen Studienfreund, der nun in Freiburg tätig ist, zieht Kathrin jedoch in den Schwarzwald, wodurch der Weg für Wolf und Bettina frei ist. Pläne, eine eigene Wohnung zu beziehen, zerschlagen sich, weshalb Peter Birgit anbietet, auszuziehen. Birgit Solms, die Internistin ist, hat die Idee, in die Gemeinschaftspraxis von Peter Brockmann einzusteigen und den Platz von dessen Tochter zu übernehmen. Dieser lehnt das Angebot jedoch ab, weil er die Praxis nur als Familienbetrieb führen wolle. Außerdem plant er, aus der Wohnung in der Villa Solms auszuziehen und diese für Wolf und Bettina Solms freizumachen und in eine freigewordene Wohnung in der alten Villa Maerker auf die Insel Schwanenwerder zurückzukehren. Ob dies umgesetzt wird, bleibt am Ende der Serie offen.

### Die Obdachlosen
Zu Beginn der Serie pflegt Peter Brockmann gute Kontakte zu dem Obdachlosen „Gleisdreieck“. Dieser beobachtet den Kiez auf seinen Streifzügen sehr genau und probiert durch seine Kontakte anderen Menschen zu helfen. Dabei ist er immer stets über das Geschehen informiert. So sagt er von sich, dass er auch auf den Doktor aufpassen muss. „Gleisdreieck“ ist ein Spitzname, den er erhalten hat, weil er anfangs in der Nähe des U-Bahnhofs Gleisdreieck wohnt. Tatsächlich ist er nach eigenen Angaben ein Graf und von adeliger Abstammung. Warum er in die Obdachlosigkeit abstürzte, wird nicht näher thematisiert. Ein besonderes Merkmal ist, dass er oftmals wie aus dem Nichts auftaucht und Peter Brockmann dadurch unfreiwillig erschreckt. Im weiteren Verlauf der Handlung kommt sein Freund Berti nach Berlin. Dieser verbrachte einige Jahre im Gefängnis, weil er in einen Überfall auf einen Geldtransporter verwickelt war. Er hatte in der damaligen Zeit 80.000 Mark erbeutet und diese an einem sicheren Platz in der Nähe der Berliner Mauer vergraben. Als er das Geld wieder ausgraben möchte, stellt er mit Schrecken fest, dass an dieser Stelle nun ein Wohngebiet mit vielen Hochhäusern errichtet ist. Außerdem leidet er zunächst an einem schweren Alkoholproblem, überwindet dieses aber. Im weiteren Verlauf der Serie übernimmt er die Aufgabe von „Gleisdreieck“, der nach Paris gegangen ist und hat ebenfalls die Angewohnheit, aus dem Nichts aufzutauchen und Peter Brockmann unfreiwillig zu erschrecken. (Anmerkung: Hintergrund dieses Wechsels war der Tod des Darstellers Klaus Schwarzkopf im Jahr 1991.) Hinzugesellt sich sein bester Freund Ludger. (Anmerkung: Hintergrund ist die Freundschaft von Günter Pfitzmann zu seinem Kollegen Gerd E. Schäfer.) Dieser ist Hauswart und wohnt daher kostenlos in einem Mietshaus. Aufgrund eines Alkoholproblems kann er diese Tätigkeit jedoch nicht mehr ausüben, muss seine Wohnung verlassen und wird obdachlos. Seine zwei Fische Neptun und Ilse finden im Aquarium, das sich in Peter Brockmanns Wartezimmer befindet, ein neues Zuhause. Während seiner regelmäßigen Besuche verliebt er sich in die Praxisangestellte Schwester Erika. Im Verlauf der 6. Staffel finden Peter Brockmann und Gabi Köhler den traurigen Ludger im Treppenhaus der Praxis. Dieser teilt ihnen mit, dass sein bester Freund Berti gestorben sei. (Anmerkung: Hintergrund ist ebenfalls der Tod des Darstellers Günter Meisner im Jahr 1994.)

## Gastauftritte
Zahlreiche bekannte Schauspieler hatten in einzelnen Folgen Gastauftritte in der Serie.
- Rolf Zacher (Folgen 3 und 102)
- Thomas Frey (Folgen 3 und 76)
- Hendrik Martz (Folge 4)
- Oliver Rohrbeck (Folgen 5, 6 und 104)
- Ursela Monn (Folge 5)
- Torsten Sense (Folge 7)
- Désirée Nosbusch (Folge 8)
- Udo Schenk (Folgen 8 und 78)
- Eva Brumby (Folgen 9 und 75)
- Ursula Diestel (Folgen 10, 17, 44 und 103)
- Jochen Schröder (Folge 11)
- Friedrich W. Bauschulte (Folge 10, 11)
- Bernward Büker (Folge 12)
- Patrick Winczewski (Folge 13)
- Tobias Meister (Folge 13)
- Oliver Korittke (Folgen 13 und 104)
- Andreas Mannkopff (Folge 13)
- Volker Brandt (Folge 14)
- Despina Pajanou (Folge 15)
- Stefan Reck (Folge 15)
- Winfried Glatzeder (Folgen 16 und 17)
- Manfred Lehmann (Folgen 16 und 17)
- Detlef Bierstedt (Folgen 16 und 17)
- Ursula Heyer (Folge 17)
- Joachim Kerzel (Folge 18)
- Karl Schulz (Folge 18)
- Ivan Desny (Folge 19)
- Edith Teichmann (Folge 19)
- Anja Jaenicke (Folgen 19 und 20)
- Hans-Joachim Grubel (Folgen 19, 51, 72 und 94)
- Michael Kausch (Folgen 20 und 71)
- Horst Pinnow (Folge 20)
- Martin Semmelrogge (Folge 21, Doppelrolle)
- Ingrid van Bergen (Folge 21)
- Hansi Jochmann (Folgen 21 und 78)
- Wolfgang Condrus (Folgen 22 und 75)
- Marion Kracht (Folge 23)
- Heino Ferch (Folge 23)
- Barbara Schöne (Folge 24)
- Daniela Strietzel (Folge 25)
- Hannes Jaenicke (Folge 25)
- Peter Sattmann (Folge 26)
- Andreas Schmidt (Folge 26)
- Helmut Krauss (Folge 28)
- Manuela Marx (Folge 29)
- Wolfgang Gruner (Folgen 30 und 50)
- Gudrun Genest (Folge 30)
- Jörg Pleva (Folge 33)
- Edith Hancke (Folgen 33 und 34)
- Klaus Sonnenschein (Folge 34)
- Dirk Galuba (Folge 34)
- Brigitte Mira (Folge 36)
- Barbara Wussow (Folge 37)
- Arnfried Lerche (Folgen 38–41)
- Tatjana Blacher (Folge 39)
- Christof Wackernagel (Folge 39)
- Marijam Agischewa (Folge 42)
- Lia Wöhr (Folge 43)
- Frithjof Vierock (Folge 44)
- Karin Baal (Folge 46)
- Maximilian Wigger (Folge 47)
- Gaby Fischer (Folge 47)
- Alice Treff (Folge 48)
- Lutz Reichert (Folge 48)
- Michèle Marian (Folge 53)
- Karsten Speck (Folge 54)
- Walter Kreye (Folge 56)
- Renate Krößner (Folge 56)
- Ilse Werner (Folge 57)
- Andrea Kathrin Loewig (Folge 58)
- Anne Kasprik (Folgen 58 und 105)
- Dennenesch Zoudé (Folge 59)
- Philipp Moog (Folge 59)
- Ezard Haußmann (Folge 61)
- Brigitte Grothum (Folge 61)
- Henry Hübchen (Folge 64)
- Ernst-Georg Schwill (Folge 64)
- Marie Gruber (Folgen 64 und 106)
- Tilly Lauenstein (Folge 65)
- Markus Majowski (Folge 66)
- Horst Günter Marx (Folge 67)
- Wilfried Herbst (Folge 67)
- Eberhard Prüter (Folge 67)
- Stefan Behrens (Folgen 69–73)
- Peter Bause (Folge 69)
- Hellena Büttner (Folge 69)
- Barbara Schnitzler (Folge 70)
- Ygal Gleim (Folge 70)
- Florian Fitz (Folge 70)
- Constanze Engelbrecht (Folge 71)
- Michael Telloke (Folge 71)
- Jaecki Schwarz (Folge 72)
- Petra Zieser (Folge 73)
- Rosemarie Fendel (Folge 74)
- Davia Krogmann (Folge 76)
- Hansi Jochmann (Folge 78)
- Veit Schubert (Folge 79)
- Manfred Richter (Folge 80)
- Tilo Prückner (Folge 82)
- Ursula Werner (Folge 82)
- Christoph Eichhorn (Folge 84)
- Iris Junik (Folge 88)
- Sheri Hagen (Folge 89)
- Alexander Schubert (Folge 90)
- Susanne Bormann (Folge 91)
- Karin Düwel (Folge 91)
- Gerhard Olschewski (Folge 92)
- Eva Kryll (Folge 93)
- Hans-Georg Panczak (Folge 93)
- Ilona Schulz (Folge 94)
- Brigitte Janner (Folge 95)
- Mogens von Gadow (Folge 95)
- Kirsten Block (Folge 102)
- Dietmar Huhn (Folge 103)
- Thomas Rühmann (Folge 104)
- Karin Düwel (Folge 104)
- Marie-Luise Schramm (Folge 106)
- Nadine Seiffert (Folge 106)
- Günter Junghans (Folge 106)

Der spätere Fußballspieler Andreas Neuendorf spielte als Elfjähriger unter dem Namen Andreas Neumann in Folge 29 mit.

## Auszeichnungen und Ehrungen

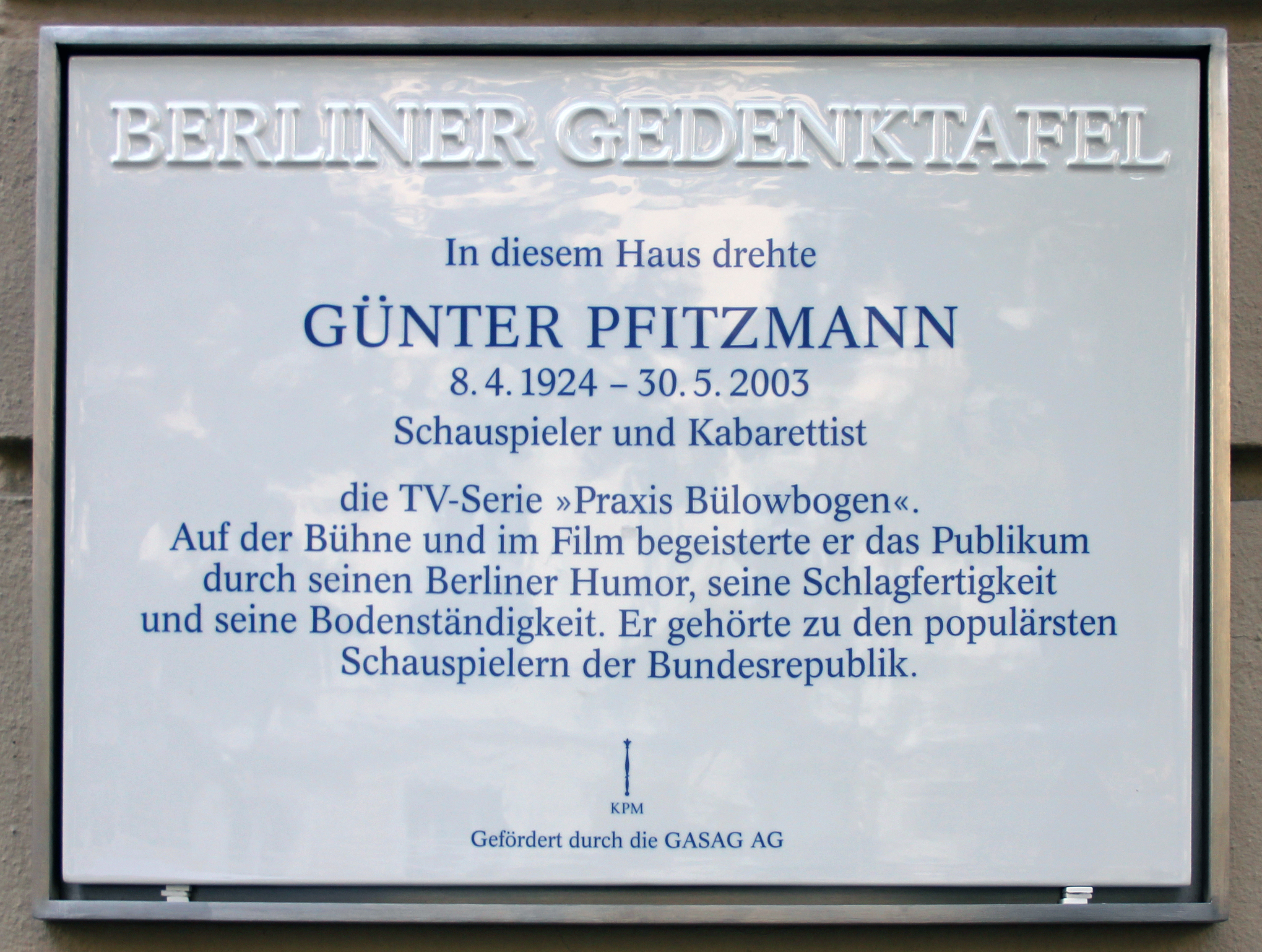
Berliner Gedenktafel am Haus, Zietenstraße 22, Berlin-Schöneberg

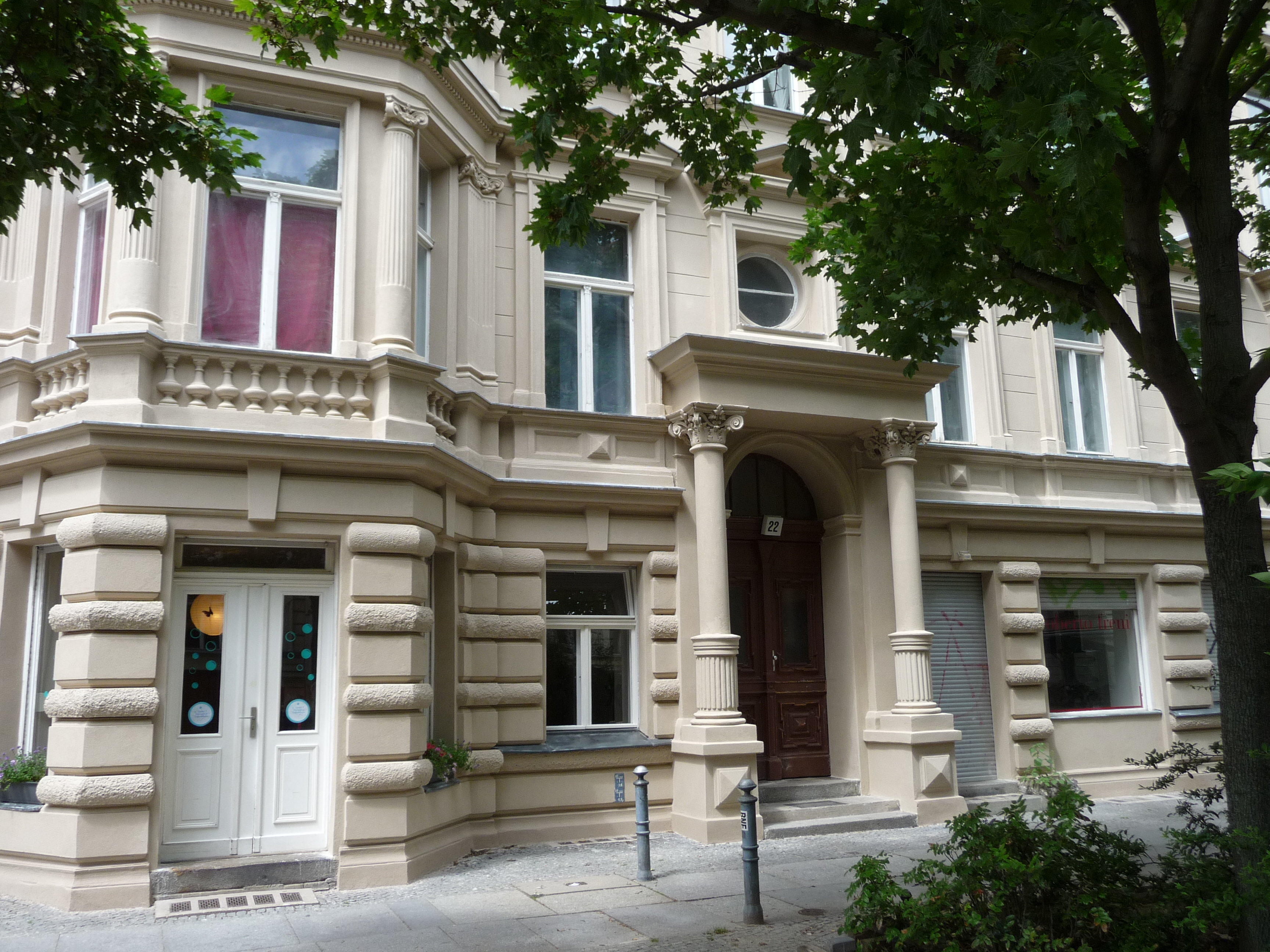
Hauseingang Zietenstraße 22, Berlin-Schöneberg

Für seine Rolle als Dr. Peter Brockmann wurde Günter Pfitzmann 1987 mit der Goldenen Kamera und 1988 mit dem Telestar ausgezeichnet.
Mit Blick auf den Erfolg der Serie wurde im Jahr 2014 in der Schöneberger Bezirksverordnetenversammlung eine Umbenennung der Zietenstraße in Pfitzmannstraße diskutiert, aber letztlich nicht beschlossen.
Am 15. Oktober 2018 wurde am ehemaligen Drehort zur Sendung in Berlin-Schöneberg, Zietenstraße 22, eine Berliner Gedenktafel enthüllt.